# قائمة حلقات روك لي وأصدقاؤه النينجا
روك لي وأصدقائه النينجا هو أنمي كوميدي مبني على سلسلة المانغا روك لي نو سيشون فول باور نيندين لكينجي تايرا والمقتبسة والتابعة لمانغا ناروتو لماساشي كيشيموتو. أعلنت شوئيشا في فبراير 2012 عن المسلسل والذي أنتجه إستديو بيرو وأخرجه ماساهيكو موراتا وعُرضت أول حلقة في تاريخ 3 أبريل 2012 على تلفاز طوكيو. يحتوي المسلسل على 51 حلقة، كل حلقة تتكون من مقطعين مدة كل منهما 10 دقائق تقريبًا.
يروي المسلسل الحياة اليومية وتدريب النينجا روك لي في كونوهاغاكوري، الذي يستخدم التايجتسو ولا يستطيع استخدام النينجتسو والغينجتسو. تعرض الحلقات مشاهد هزلية وتمثيليات صغيرة للتأكيد على أهداف الشخصيات وعمليات تفكيرهم. مسلسل روك لي وأصدقاؤه النينجا هو أول مسلسل فرعي لناروتو شيبودن لا يتبع الحبكة الرئيسية له، برغم ذلك فلديه نفس الطاقم التمثيلي. عُرض المسلسل لموسم واحد ابتداءً من 2012 وحتى 2013، ويحتوي على 51 حلقة. دبلجة مركز الزهرة للعربية تحت اسم ناروتو SD وعُرضت أول حلقة منه على قناة سبيس باور بتاريخ 6 أبريل 2015، وعدد الحلقات المدبلجة 23 حلقة إذ عُرضت آخر حلقة مدبلجة في 22 يونيو 2015. حاليًا، بدأت ديزني XD ماليزيا بدبلجة المسلسل للإنجليزية. أعلنت فيز ميديا في أنمي إكسبو أنهم سينتجون دبلجة إنجليزية للمسلسل. وقد أضيف إلى خدمة نيون ألي ابتداءً من خريف 2014. واعتبارًا من مارس 2015، جميع الحلقات متاحة على الإنترنت للمشاهدة في الولايات المتحدة عبر هولو ونيون ألي بصيغ مترجمة ومدبلجة. سونيك نيكلوديون الهندية قد عرضت المسلسل باللغة الهندية.
أُصدر المسلسل للمنطقة 2 دي في دي في اليابان حيث كل قرص يحوي 3 حلقات. أصدر أول دي في دي بتاريخ 18 يوليو 2012.
عبر حلقات المسلسل، استخدم شارتي بداية وأربع شارات نهاية، شارة البداية التي كانت لأول 26 حلقة حملت اسم أعطوا لي أعطوا لي روك لي ("Give Lee Give Lee ロック・リー" غي ري غي ري روكو ري) بواسطة أنيميتال يو إس إي وهيرونوبو كاغياما. أما شارة البداية الثانية فقد كانت من الحلقة 27 حتى الحلقة 51 وكانت بعنوان أغنية حب (ラブソング رابوسونغو) بواسطة أوكاموتوز. شارات النهاية الأربع الأخريات كانت وميض وميض (Twinkle Twinkle توينكل توينكل) بواسطة سيكرت فرقة الفتيات الكورية الجنوبية والتي استُخدمت من الحلقة 1 إلى الحلقة 13. شارة النهاية الثانية كانت انطلق! انطلق! هيا انطلق! روك لي (Go!Go!Here We Go!ロック・リー غو! غو! هير وي غو! روكو لي) بواسطة شيريتسو إبيسو شوغاكو وكانت من الحلقة 14 إلى الحلقة 26. أما شارة النهاية الثالثة فقد كانت نحن بخير (大丈夫、僕ら دايجوبو بوكورا) بواسطة رام واير وقد استخدمت من الحلقة 27 إلى الحلقة 39. وأخيراً شارة النهاية الرابعة والتي حملت اسم تبادل القبل الحار تحت سقوط المطر (イチャイチャチュッチュキャピキャピラブラブスリスリドキドキ إتشا إتشا تشو تشو كيابي كيابي لوف لوف سوري سوري دوكي دوكي) بواسطة هابي بيرثداي وقد استخدمت من الحلقة 40 إلى الحلقة 51.

## نظرة على المسلسل
| الموسم | الموسم | عدد الحلقات | عدد الحلقات | تاريخ البث الأصلي | تاريخ البث الأصلي | تاريخ البث العربي | تاريخ البث العربي |
| الموسم | الموسم | الأصلي      | العربي      | بداية الموسم      | نهاية الموسم      | بداية الموسم      | نهاية الموسم      |
| ------ | ------ | ----------- | ----------- | ----------------- | ----------------- | ----------------- | ----------------- |
|        | 1      | 51          | 23          | 3 أبريل 2012      | 26 مارس 2013      | 6 أبريل 2015      | 22 يونيو 2015     |

## قائمة الحلقات

### الموسم 1 (2012-2013)
| رقم الحلقة | اسم الحلقة | تاريخ العرض الأصلي | تاريخ العرض العربي |
| ---------- | --- | ------------------ | ------------------ |
| 1          | «روك لي نينجا لا يستطيع استخدام النينجتسو / منافس روك لي هو ناروتو» "روكُّو ري وا نينجِتسو نو تسوكايناي نينجا ديسو / روكُّو ري نو رايبارو وا ناروتو ديسو" (ロック・リーは忍術の使えない忍者です / ロック・リーのライバルはナルトです)       | 3 أبريل 2012       | 6 أبريل 2015       |
| 2          | «الحب هو جزء من ربيع الشباب / الحب يجعل الطرفين مجنونين» "كوي مو ماتا سيشون نو إتشي بونا نو ديسو / آي تو وا فوتاري دي أوروكا ني نارو كوتو ديسو" (恋もまた青春の一部なのです / 愛とはふたりで愚かになることです)                        | 10 أبريل 2012      | 8 أبريل 2015       |
| 3          | «مسابقة مع النينجا العبقري نيجي / مبارة تن تن التي لا بد أن تربحها» "تِنساي نينجا نيجي تو شوبونا نو ديسو / تنتن ني وا يوزورِناي تاتاكاي غا أرو نو ديسو" (天才忍者ネジと勝負なのです / テンテンには譲れない戦いがあるのです)              | 17 أبريل 2012      | 13 أبريل 2015      |
| 4          | «المعلم غاي لم...يفعلها... / منافس المعلم غاي هو المعلم كاكاشي!» "سوريديمو غاي سِنسيه وا ياتِّيناي...ديسو / كاكاشي سِنسيه وا غاي سِنسيه نو رايبارو ديسو" (それでもガイ先生はやってない…です / カカシ先生はガイ先生のライバルです)           | 24 أبريل 2012      | 15 أبريل 2015      |
| 5          | «سأعلِّم كونوهومارو الكيمبو / أنا أحتفظ بملابس الحظ الداخلية لأجل الفحوص الطبية» "كونوهامارو ني كِنبو أو أوشيرو نو ديسو / كِنكوشيندا وا شوبو بانتسو دي أيدميماسو" (木ノ葉丸に拳法を教えるのです / 健康診断は勝負パンツで挑みます)          | 1 مايو 2012        | 20 أبريل 2015      |
| 6          | «اجتماع قرية الورق الرياضي / المعارك الطاحنة هي جزء من حماس الشباب» "كونوها نو ساتو نو داي أندوكاي ديسو / غيباسِن وا سيشون نو دايغومينا نو ديسو" (木ノ葉の里の大運動会です／騎馬戦は青春の醍醐味なのです)                               | 8 مايو 2012        | 22 أبريل 2015      |
| 7          | «أوروتشيمارو هو النوع ب من العقارب / رسائل الحب هي الفخ الكبير» "أوروتشيمارو وا ساسوري-زا بي-غاتا ديسو! / رابوريتا وا سايداي نو وانانا نو ديسو" (大蛇丸はさそり座Ｂ型です！／ラブレターは最大の罠なのです)                             | 15 مايو 2012       | 27 أبريل 2015      |
| 8          | «حتى الهوكاجي يصابون بالصلع / أوروتشيمارو مستمر» "هوكاغي داتِّي هاغيروتوكي وا هاغيرونو ديسو! / أوروتشيمارو وا توتِّمو شيتسوكوي أوتوكو نانو ديسو!" (火影だってハゲるときはハゲるのです／大蛇丸はとってもしつこい男なのです)                 | 22 مايو 2012       | 29 أبريل 2015      |
| 9          | «هيناتا هي ابنة عم نيجي / نقطة ضعف هيناتا هي ناروتو» "هيناتا وا نيجي نو إتوكونا نو ديسو / هيناتا نو جاكوتِن وا ناروتو ديسو" (ヒナタはネジのいとこなのです／ヒナタの弱点はナルトです)                                                    | 29 مايو 2012       | 4 مايو 2015        |
| 10         | «العمل الجماعي هو بالتأكيد دليل على شباب / المجرم هنا! إنه هو!» "تشيمواكو كوسو سيشون نو أكاشي ديسو / هانِّين وا كونو ناكا ني إرو! ديسو!" (チームワークこそ青春の証です／犯人はこの中にいる！です!)                                       | 5 يونيو 2012       | 6 مايو 2015        |
| 11         | «رحلة ميدانية إلى العاصمة القديمة! / غرف البنات وعلب الحلوى!» "كوتو تو إيبا، شوغاكوريوكوديسو! / جوشي نو هيا تو كايتي أوكاشي-باكوديسو!" (古都といえば、修学旅行です! / 女子の部屋と書いてお菓子箱です!)                                 | 12 يونيو 2012      | 11 مايو 2015       |
| 12         | «نمط الحياة بلا نينجتسو / أريد أن أشارك مظلة مع ساكورا» "نينجِتسو كينشي نو تايكِن غاكوشونا نوديسو / ساكورا-سان تو أيايغاس أو شيتاي نوديسو" (忍術禁止の体験学習なのです / サクラさんと相合傘をしたいのです)                               | 19 يونيو 2012      | 13 مايو 2015       |
| 13         | «الطالب ضد المعلم! روك لي ضد مايت غاي! / سأتفوق على المعلم غاي!» "شيتيتايكِتسو! روكُّو ري في إس مايتو غاي ديسو / غاي سِنسيه وو كوينرونو ديسو!" (師弟対決！ロック・リーvsマイト。ガイです / ガイ先生を超えるのです!)                        | 26 يونيو 2012      | 18 مايو 2015       |
| 14         | «أريد استعادة شعبيتي! / موت!» "نينِّجيا ني نِنكي وو تويمودو سونو ديسو! / ديسو!" (忍者人気を取い戻すのです！ / デス!) | 3 يوليو 2012       | 20 مايو 2015       |
| 15         | «البركة مفتوحة ☆ أخيراً! / حديقة برك أوروشي ♥ السعيدة!» "دوكيدوكي ☆ بورو هيراكي ديسو / واكواكو ♥ أوروتشي بورو كوين ديسو!" (ドキドキ ☆ プール開きです / ワクワク ♥ おろちプール園です!)                                                  | 10 يوليو 2012      | 25 مايو 2015       |
| 16         | «الطباخون المتحاربون الثلاثة / حان الوقت لتهدئة المعلم غاي!» "ثريتسو دوموينو ريوري شيو ديسو / غاي سِنسيه وو أوسوكوسورونو ديسو!" (３つ巴の料理シヨーです! / ガイ先生を薄くするのです!)                                                   | 17 يوليو 2012      | 27 مايو 2015       |
| 17         | «الطريق إلى غاي! / القصة الحقيقة الرائعة لمهرجان أفلام قرية الورق!» "رود تو غاي ديسو! / جيتسوروكو! كونوها نو ساتو نو موسو إيغاساي ديسو!" (ROAD TO GUY です! / じつろく！ 木ノ葉の里の妄想映画祭です!)                                  | 24 يوليو 2012      | 1 يونيو 2015       |
| 18         | «بوم! عرض الشينوبي للألعاب النارية! / انفجار! تن تن تتصرف بغرابة!» "دوكي! نينجا-داراكي نو هانابي تايكاي ديسو! / غيكو! تنتن نو يوسو غا أوكاشي ديسو!" (ドキッ!忍者だらけの花火大会です! / ギクッ!テンテンの様子がオカシイです!)          | 31 يوليو 2012      | 3 يونيو 2015       |
| 19         | «الصيف يعني أشكال الصدف! / حروب البطيخ!» "ناتسو وا يابَّاري كاي بان سوتايرو ديسو! / سويكابُّو وو ميغورو غيكيتو ديسو!" (夏はやっぱり貝パンスタイルです! / スイカップを巡る激闘です!)                                                        | 7 أغسطس 2012       | 8 يونيو 2015       |
| 20         | «أود أن أصبح صديقًا لغارا! / هجوم روك لي المحتال!» "غارا-كون تو ناكايوكو نارو! ديسو! / روكُّو ري نو نيسيمونو غِنرو! ديسو!" (我愛羅くんと仲良くなろう。です! / ロック・リーのニセモノ現る!です!)                                            | 14 أغسطس 2012      | 10 يونيو 2015      |
| 21         | «ليلة حارة لحكاية قارسة / دموع الهوكاغي ليست للزينة!» "نيغوروشي يورو وا مي مو كورو كواي هاناشي ديسو / هوكاغي-ساما نو ناميدا وا كازاري جاناينو ديسو!" (寝苦しい夜は身も凍る怖い話です / 火影様の涙は飾りじゃないのです!)                | 21 أغسطس 2012      | 15 يونيو 2015      |
| 22         | «قم بواجبك دائمًا في آخر لحظة! / الصف 3-لي! نحن فريق غاي!» "شيوكودايتو وا كيغِن زِنِّجيتسوني يارونو غاكيهون ديسو! / ثرينِن ري-غومي! غاي-هان ديسو!" (宿題とは期限前日にやるのが基本です！ / ３ー年りーぐみ！ ガイ班です！)                    | 28 أغسطس 2012      | 17 يونيو 2015      |
| 23         | «ناروتو هو لي ولي هو ناروتو! / أحلم بالسير مع ذي التسعة ذيول!» "ناروتو غا ري دي ري غا ناروتو، ديسو! / كيوبيكون تو أوسانبوسورو غا يومي ديسو!" (ナルトがリーでリーがナルトで、です！ / 九尾くんとお散歩するのが夢です！)                 | 4 سبتمبر 2012      | 22 يونيو 2015      |
| 24         | «أنا عميل ساي الجديد! / اكسب قلب السيدة تسونادي!» "ساي.وو بورودوسا ديسو! / تسونادي-ساما نو هاتو وو غِت يو ديسو!" (サイ。をプロデュースです！ / 綱手さまのハートをGETYOUです！)                                                          | 11 سبتمبر 2012     |                    |
| 25         | «حب غارا الأول! / هدية من أوروتشيمارو!» "غارا-كن نو موني كيونّ ☆ هاتسوكوي ديتو ديسو / أوروتشيمارو كارا نو بوريزِنتو ديسو" (我愛羅くんの胸キユン☆初恋デートです / 大蛇丸からのプレゼントです)                                             | 18 سبتمبر 2012     |                    |
| 26         | «الشعلة الخضراء، راوغ يا لي! / الرجل الإمعة يرفض!» "أوي هونو نو توساما-جي دوجِّي ☆ ريديسو / بوراكُّو كيغيو نو إيناري وا كوريغوريديسو" (蒼い炎の逃球児・ドッジ☆リーです /ブラック企業の言いなりはコリゴリです)                              | 25 سبتمبر 2012     |                    |
| 27         | «أول سوشي لي خمسة نجوم! / الصداقة والجهد والنصر!» "ماوارانايو سوشي هاتسوتايكِن ديسو! / يوجيو-دوريوكو-شيوري وا إين نو سانغِنسوكو ديسو!" (まわらないお寿司初体験です！ / 友情-努力-勝利は永遠の三原則です！)                               | 2 أكتوبر 2012      |                    |
| 28         | «بحثًا عن فطر تاتسوتاكي! / افتراق لي ونيجي!» "شوكويوكو نو أكي! ماتسوتاكي كاري ني إكو نو ديسو! / ري تو نيجي، كِتسوبِتسو نو توكي ديسو!" (食欲の秋！マツタケ狩りに行くのです！ / リーとネジ、決別の時です！)                                 | 9 أكتوبر 2012      |                    |
| 29         | «نحن هنا للترحيب بغارا! حمية الخريف المطلقة!» "غارا-كن أو سِتَّاي سورو نوديسو! / أكي نو دايتُّو داي ساكوسِنديسو!" (我愛羅くんを接待するのです！ / 秋のダイエット大作戦です！)                                                                | 16 أكتوبر 2012     |                    |
| 30         | «دروس السلامة الخريفية للشينوبي! / فن ديدرا دائمًا انفجار!» "أكي نو نينجِتسو أنزِن أندو ديسو! / سِنباي نو غيجِتسو وا إتسو ديمو باكوهاتسو-تشو ديسو!" (秋の忍術安全運動です！ / 先輩の芸術はいつでも爆発中です！)                             | 23 أكتوبر 2012     |                    |
| 31         | «لا شيء يهزم الاستحمام المخلوط! / 27 أكتوبر كان يوم ميلاد أوروتشيمارو...» "أونسِن وا كونيوكو ني كاغيرو نوديسو! / 10 تسوكي 27-نيتشي وا دايجامارو نو تانجوبي! ديشيتا" (温泉は混浴に限るのです！ / 10月27日は大蛇丸の誕生日！でした・・・) | 30 أكتوبر 2012     |                    |
| 32         | «ساكورا هي ممرضتي! / صوت انتخابي واحد لصالح روك لي!» "ساكورا-سان ني كانبيو شيتي موراو نوديسو! / روكُّو ري ني كيوكي إتشي-بيو أو! ديسو!" (サクラさんに看病してもらうのです！ / ロック・リーに清き一票を！です！)                           | 6 نوفمبر 2012      |                    |
| 33         | «مايت غاي - قصة من الحب والشعر / راوٍ بديل» "مايتو غاي أي تو كامي نو هيبيديسو / ناريشون ني تشوسِن سورو نوديسو!" (マイト・ガイ 愛と髪の日々です / ナレーションに挑戦するのです！)                                                         | 13 نوفمبر 2012     |                    |
| 34         | «أنقذ رامين إيتشيراكو! / العطلات لأجل التدريب!» "إتشيراكو نو كيكي او سوكو نوديسو! / ياسومي نو هي مو شوغيوديسو!" (一楽の危機を救うのです！ / 休みの日も修行です！)                                                                      | 20 نوفمبر 2012     |                    |
| 35         | «رعاية الحيوانات عمل شاق / انبح في الناروتو!» "إكي مونو نو أوسيوا وا تايهِنَّا نوديسو / ناروتو ني هويرو! ديسو" (いきもののお世話は大変なのです / ナルトにほえろ！です)                                                                    | 27 نوفمبر 2012     |                    |
| 36         | «تن تن ضد تيماري! / بحث أوروتشيمارو عن الحب!» "تنتن في إس تيمارديسو! / دايجامارو نو كون كاتسوديسو!" (テンテンvsテマリです！ / 大蛇丸の婚活です！)                                                                                      | 4 ديسمبر 2012      |                    |
| 37         | «المعلم غاي هو الهوكاغي الجديد! / معدل الذكاء: 200، الحالة: مزعج» (ガイ先生が火影さまなのです！ / IQ200はめんどくさいのです) | 11 ديسمبر 2012     |                    |
| 38         | «التسلل لمخبأ الأكاتسوكي! / خطة هروب يائسة!» (暁のアジトに潜入です！ / 決死の脱出大作戦です！) | 18 ديسمبر 2012     |                    |
| 39         | «عيد الميلاد هو آخر فرصة للحب! / النظافة هي فرصة لغسل الماضي!» (クリスマスは恋の最終決戦です！ / 大掃除は一年間の後悔と恥を洗い流すことです！)                                                                                         | 25 ديسمبر 2012     |                    |
| 40         | «فقرة هرب لسنة جديدة! ناروتو قيد المراقبة!» (お正月からメンツをかけた人生すごろくです！ / ナルトを見極めるのです！) | 8 يناير 2013       |                    |
| 41         | «كابوس أبدي / مخلوق من المستقبل!» (終わらない悪夢なのです / 未来から来たカラクリです！) | 15 يناير 2013      |                    |
| 42         | «شينو يحب الحشرات / تن تن تقاتل معركة لعذراء!» (虫愛づるシノ、です / テンテン、乙女の戦場で炎上です！) | 22 يناير 2013      |                    |
| 43         | «17 ليلة من الابتعاد عن الأنظار / تنظيف الحمام يطهر الروح» (存在感を消したい17の夜です / トイレ掃除は心も綺麗にするのです！) | 29 يناير 2013      |                    |
| 44         | «الطاقم سيأكل الفول بعدئذٍ! / الرايكاغي يتعرض لهجوم!» (撒いた豆は後でスタッフが美味しく頂いたのです！ / 狙われた雷影さまです！) | 5 فبراير 2013      |                    |
| 45         | «مسابقة ملتهبة لنحت الثلج! / أرض المعركة تسمى عيد الحب!» (熱くて熱い雪像コンテストです！ / 男の戦場はバレンタインです！) | 12 فبراير 2013     |                    |
| 46         | «السانين الأسطوري جيرايا! / التسلل لحمام السيدات!» (伝説の三忍、自来也さまです！ / いざ、女湯に突入です！) | 19 فبراير 2013     |                    |
| 47         | «الكلاب تحتاج أصدقاء كلاب / الشينوبي المنتظر!» (犬の友だちは犬なのです / ついにあの忍がやってきたのです！) | 26 فبراير 2013     |                    |
| 48         | «ياماتو يُكلَّف بمهمة / قرية موتى الورق!» (いよいよヤマト隊長が任務に登場です / 木ノ葉・オブ・ザ・デッドです！) | 5 مارس 2013        |                    |
| 49         | «يوم أبيض، مدمر التحالفات! / اعتنِ بدمى الأميرة!» (ホワイトデー撲滅同盟なのです！ / おひな様を片付けるのです！) | 12 مارس 2013       |                    |
| 50         | «الاعتناء بالمعلم غاي! / مقابلة الزواج للسيدة تسونادي!» (ガイ先生をお世話するのです！ / 綱手さまのお見合いです！) | 19 مارس 2013       |                    |
| 51         | «المعركة الأخيرة / مهمتنا الأخيرة من الرتبة إس!» (最後の任務はＳランク級です！) | 26 مارس 2013       |                    |

## وصلات خارجية
- روك لي وأصدقائه النينجا على قائمة الأنمي
- روك لي وأصدقائه النينجا على موسوعة ناروتو (بالإنجليزية)